# Los Silos
Los Silos es un municipio perteneciente a la provincia de Santa Cruz de Tenerife, en la isla de Tenerife, Canarias, España.
La capital municipal está situada a 105 m s. n. m.

## Toponimia
El nombre de Los Silos aparece por primera vez en 1509 en una escritura de repartimiento de tierras otorgada por el conquistador de Tenerife Alonso Fernández de Lugo, y hace alusión a los tres depósitos para cereales construidos por el fundador de la localidad, Gonzalo Yanes o Gonzalianes.

## Símbolos

### Escudo
El municipio de Los Silos ha contado con dos escudos heráldicos. El primero fue aprobado por Decreto del Ministerio de la Gobernación de 9 de octubre de 1957, y su descripción era la siguiente: «De plata, monte bosqueado rematado en su pico más alto de cruz llana de gules, superado de la Virgen de La Luz, acompañada de un castillo de oro y de un león de gules. En la falda del monte, tres bocas de sable simulando las entradas de otros tantos silos. Bordura de sinople, con cuatro racimos de plátanos de oro. Al timbre, corona real abierta.»
El segundo escudo municipal fue aprobado por Orden del Gobierno de Canarias de 9 de mayo de 1989, siendo: «medio partido y cortado. Primero de plata, la imagen de Ntra. Sra. de La Luz, segundo de oro, una torre de sable mazonada y aclarada de plata, tercero de campo de plata, la Montaña de Aregume de Sinope, sumada de una cruz de sable, al pie de aquélla tres accesos excavados en la roca. El timbre la Corona Real cerraba.»

### Bandera
La bandera municipal fue aprobada por el Gobierno de Canarias por Orden de 28 de marzo de 2003, siendo la misma un «paño rectangular de seda, tafetán, raso, lanilla o fibra sintética, según los casos, cuya longitud es vez y media mayor que su ancho; compuesto de tres franjas horizontales de igual tamaño. La primera, de color rojo; la segunda, de color blanco y la tercera de color amarillo.»

## Geografía
Se extiende por el sector noroeste de la isla, en la comarca natural denominada Isla Baja, limitando al norte con el Océano Atlántico, al sur con el municipio de Santiago del Teide, al este con los municipios de Garachico y El Tanque, y al oeste con Buenavista del Norte.
Tiene una superficie de 24,23 km², lo que lo sitúa en el puesto número 23 de la isla de Tenerife en extensión, y el 44 de la provincia.
El municipio alcanza su máxima altura en la elevación conocida como Piedras Altas, a 1.273 m s. n. m.

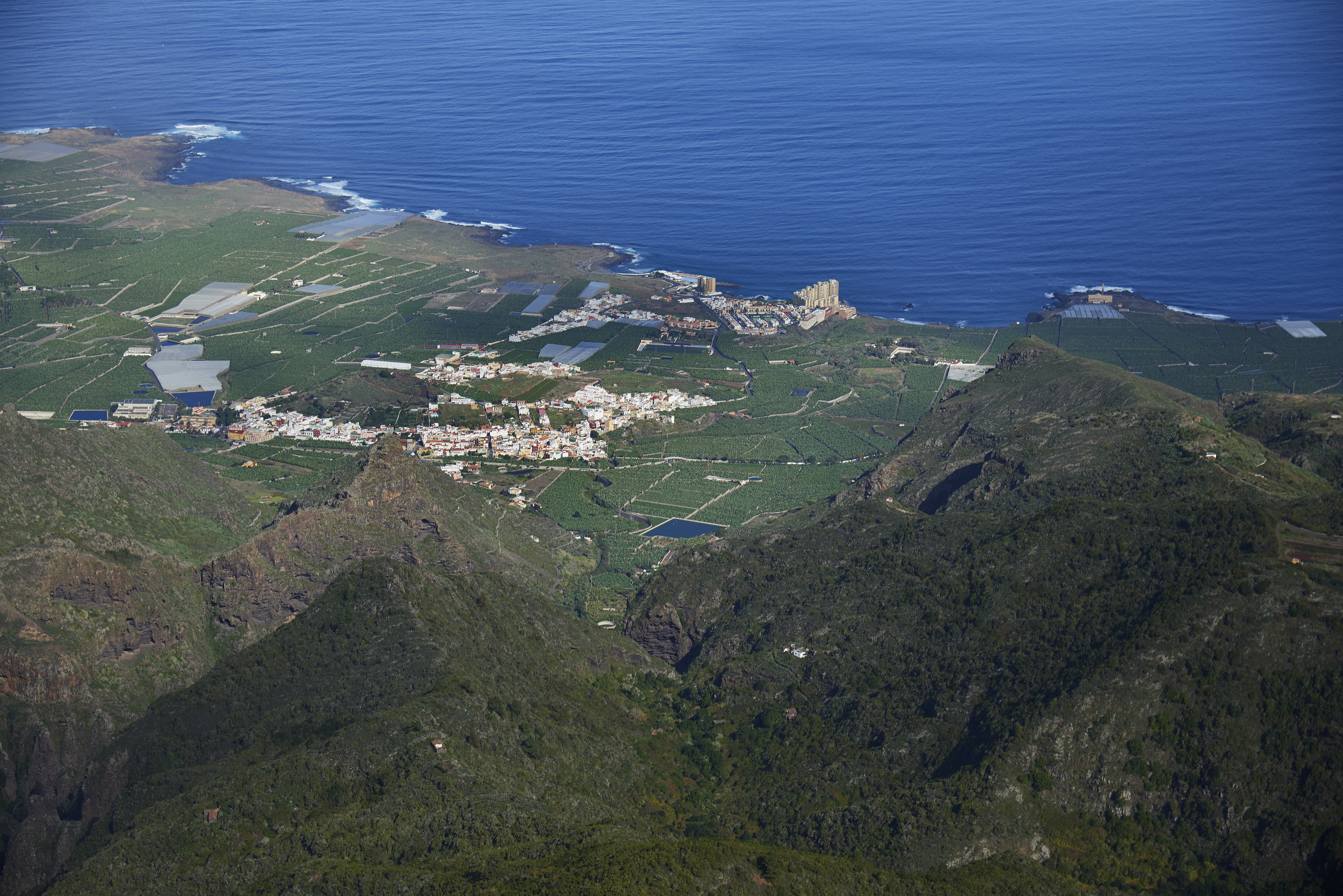
Vista aérea de Los Silos

### Hidrografía
La principal cuenca hidrográfica del municipio es la formada por el barranco Sibora o del Agua. Otros barrancos importantes son el barranco de los Pasos o de Blas, el barranco de las Carvas y el barranco de Correa, que separa el término del municipio de Garachico.

### Clima
| Parámetros climáticos promedio de Los Silos (1982-2012) | Parámetros climáticos promedio de Los Silos (1982-2012) | Parámetros climáticos promedio de Los Silos (1982-2012) | Parámetros climáticos promedio de Los Silos (1982-2012) | Parámetros climáticos promedio de Los Silos (1982-2012) | Parámetros climáticos promedio de Los Silos (1982-2012) | Parámetros climáticos promedio de Los Silos (1982-2012) | Parámetros climáticos promedio de Los Silos (1982-2012) | Parámetros climáticos promedio de Los Silos (1982-2012) | Parámetros climáticos promedio de Los Silos (1982-2012) | Parámetros climáticos promedio de Los Silos (1982-2012) | Parámetros climáticos promedio de Los Silos (1982-2012) | Parámetros climáticos promedio de Los Silos (1982-2012) | Parámetros climáticos promedio de Los Silos (1982-2012) |
| Mes                                                     | Ene.                                                    | Feb.                                                    | Mar.                                                    | Abr.                                                    | May.                                                    | Jun.                                                    | Jul.                                                    | Ago.                                                    | Sep.                                                    | Oct.                                                    | Nov.                                                    | Dic.                                                    | Anual                                                   |
| ------------------------------------------------------- | ------------------------------------------------------- | ------------------------------------------------------- | ------------------------------------------------------- | ------------------------------------------------------- | ------------------------------------------------------- | ------------------------------------------------------- | ------------------------------------------------------- | ------------------------------------------------------- | ------------------------------------------------------- | ------------------------------------------------------- | ------------------------------------------------------- | ------------------------------------------------------- | ------------------------------------------------------- |
| Temp. máx. media (°C)                                   | 19.3                                                    | 19.4                                                    | 20.6                                                    | 21.4                                                    | 22.4                                                    | 24.4                                                    | 26.9                                                    | 28.0                                                    | 26.7                                                    | 25.1                                                    | 22.2                                                    | 20.4                                                    | 23.1                                                    |
| Temp. media (°C)                                        | 16.2                                                    | 16.3                                                    | 17.2                                                    | 17.9                                                    | 18.8                                                    | 20.8                                                    | 23.0                                                    | 23.8                                                    | 23.2                                                    | 21.7                                                    | 19.2                                                    | 17.4                                                    | 19.6                                                    |
| Temp. mín. media (°C)                                   | 13.2                                                    | 13.3                                                    | 13.9                                                    | 14.4                                                    | 15.3                                                    | 17.3                                                    | 19.2                                                    | 19.7                                                    | 19.8                                                    | 18.3                                                    | 16.2                                                    | 14.4                                                    | 16.3                                                    |
| Precipitación total (mm)                                | 54                                                      | 43                                                      | 36                                                      | 18                                                      | 8                                                       | 3                                                       | 0                                                       | 1                                                       | 6                                                       | 35                                                      | 64                                                      | 71                                                      | 339                                                     |
| Fuente: Climate-data.org                                |                                                         |                                                         |                                                         |                                                         |                                                         |                                                         |                                                         |                                                         |                                                         |                                                         |                                                         |                                                         |                                                         |

### Espacios protegidos
El municipio de Los Silos cuenta con superficie de los espacios incluidos en la Red Canaria de Espacios Naturales Protegidos del parque rural de Teno y del Sitio de Interés Científico de Interián.
Estos espacios se incluyen asimismo en la Red Natura 2000 como Zonas Especiales de Conservación, mientras que la superficie del parque rural también es Zona de Especial Protección para las Aves.
El municipio cuenta también con el monte de utilidad pública denominado Las Aguas y Pasos.

## Historia

### Conquista y colonización europeas: siglosxvyxvi
En estas tierras se asentó la familia Gonzalianes (Gonzalo Yanes y Teresa Borges), de origen portugués y que fue el motor económico del lugar en su nacimiento. Durante el siglo xvi la comarca de Daute llegó a contar con hasta cuatro ingenios azucareros, uno de ellos explotado por la familia Gonzalianes hasta la mitad de siglo.
En 1568 se edificó una iglesia bajo la advocación de Nuestra Señora de la Luz, quedando concluida en 1570.

### Antiguo Régimen: siglosxviiyxviii
La iglesia de Los Silos fue elevada al rango de parroquia en 1605, segregándose su feligresía de la de Buenavista, comenzando a contar asimismo con alcalde real desde principios del siglo xvii.
En 1649 se funda en el lugar el convento de San Sebastián por el capitán Sebastián Pérez Enríquez y su esposa, Francisca Montañez, cediéndose a la orden de las Bernardas, a la que se unen tres de sus hijas.[cita requerida]
El historiador Juan Núñez de la Peña describe el lugar en 1676 de la siguiente forma:

SILOS. El lugar de los Silos tiene muchas viñas, y tierras de pan sembrar; la parroquia es buena con su cura, tiene un convento de monjas de la Concepción, de la orden de S. Bernardo; hay alcalde.
Juan Núñez de la Peña, 1676.

En 1768 se crean los cargos de síndico personero, diputado del común y fiel de fechos gracias a las reformas del rey Carlos III, siendo elegidos por los vecinos mediante sufragio censitario. A partir de 1772 también los alcaldes son elegidos por este sistema, configurándose así la primera junta municipal o ayuntamiento de Los Silos.
José de Viera y Clavijo, en su obra Noticias de la historia general de las Islas Canarias, dice de Los Silos a finales del siglo XVIII:

SILOS. Dista 1 buena legua de Garachico y 11 de La Laguna. Es agradable su situación, su cielo y todo su campo, en especial la hacienda del pago de Daute, en donde hay 1 trapiche de moler cañas dulces, hermosas viñas y frutales, aguas y árboles exquisitos, sembrados y salinas en la costa del mar. La iglesia parroquial es bastante decente, con cura provisión del obispo. En la misma plaza está un monasterio de monjas de San Bernardo de 14 a 16 religiosas. Tiene buenas casas arruadas. La jurisdicción es de 965 personas, algunas en los pagos de Daute y Palma, Esparragal, Erjos y Tierra de trigo. Hay 1 ermita.
José de Viera y Clavijo, 1772-1773.

### Etapa moderna: siglosxixyxx

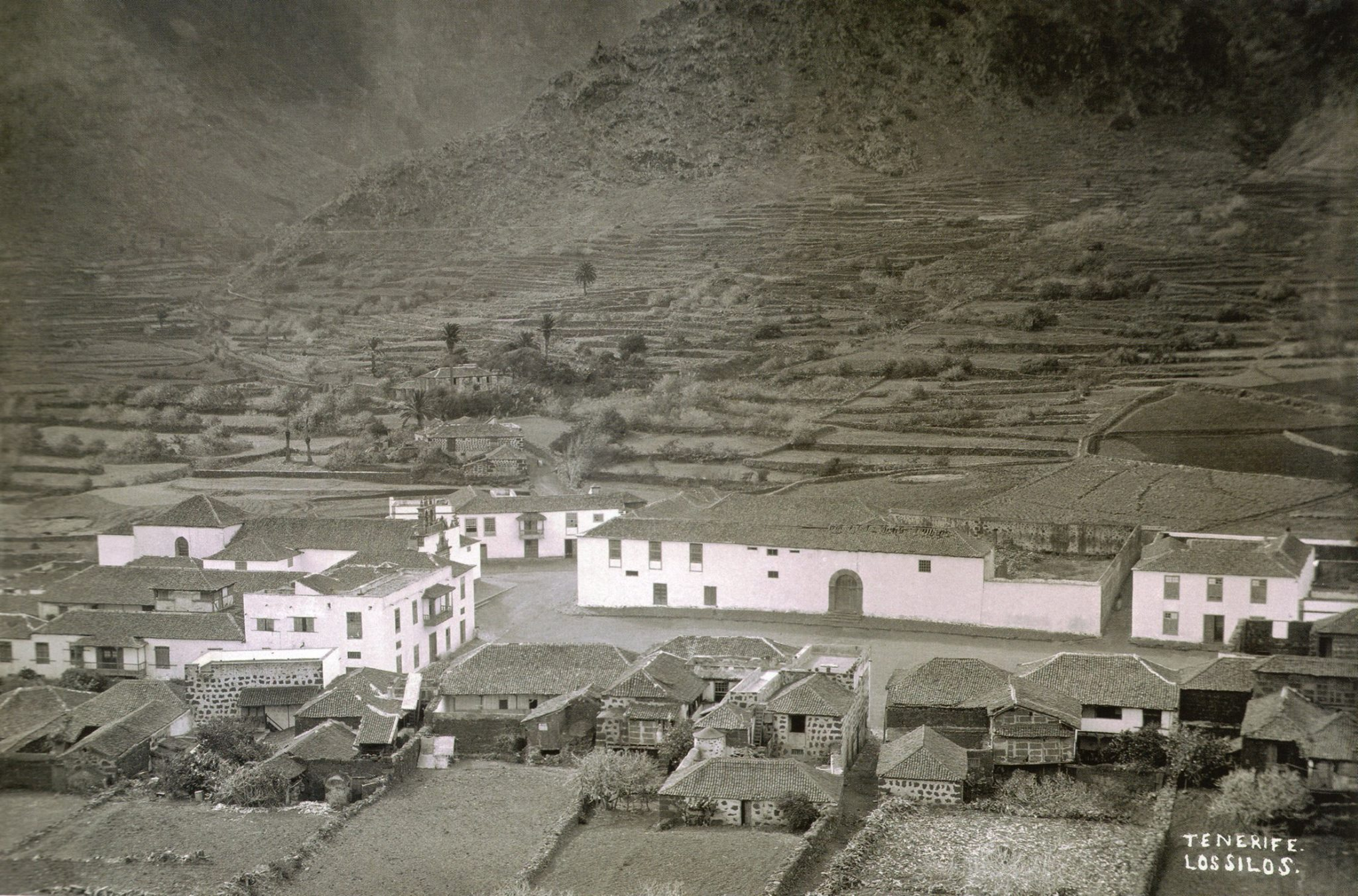
Vista del casco de Los Silos desde la Montaña de Aregume en 1890. Se puede apreciar el convento de San Sebastián, el edificio del ayuntamiento y la iglesia de Nuestra Señora de La Luz antes de la reforma acometida a comienzos del

Con la Constitución de Cádiz de 1812, Los Silos adquiere independencia municipal y se constituye en ayuntamiento, consolidándose como tal a partir de 1836 cuando se le dota de poder económico gracias a la desaparición del régimen municipal único que había sido instaurado en la isla desde la conquista.

A partir de 1836, debido a la Desamortización de Mendizábal, el convento pasa a ser utilizado como juzgado, cárcel, correos, depósito municipal, etc.
A mediados del siglo xix Pascual Madoz dice de Los Silos en su Diccionario:

SILOS. Lugar con el ayuntamiento en la isla y dióc de Tenerife; SITUADO al N de la isla de Tenerife á 1/4 de legua del mar, en la base meridional de la Montañeta de Aregume; su CLIMA es benigno y sano; está ventilada por el NE y solo se padecen algunas calenturas biliosas y catarrales. Tiene 264 CASAS con sus pagos de las Canteras, Dante, Tierra de los Trigos, Guncia y Erjos, de muy pocas comodidades, 3 calles anchas y empadradas y 2 plazas; una escuela concurrida por 12 niños, una iglesia parroquial aneja de la de Buenavista, dedicada á Ntra. Sra. de la Luz y servida por un párroco de provisión del diocesano y un presbítero, y 5 fuentes de abundantes y saludables aguas casi todas de dominio particular. El TÉRMINO se estiende de N á S 1/4 leg y 2/3 de E á O, confinando con el mar por el N, por E con el de Garachico, S con el de Santiago y O Buenavista; en él existen los pagos que quedan espresados, y el de Dante está fertilizado por el único arroyo que hay; el TERRENO es de mediana calidad y la mayor parte de secano; comprende bastante monte poblado de laureles, hayas, tilos, brezos y madroños; los CAMINOS son trasversales de pueblo á pueblo en mediano estado, y la CORRESPONDENCIA se recibe de la estafeta de Garachico los lunes y viernes de cada semana, y se despacha los domingos y jueves; PRODUCCIÓN: trigo, cebada, habas, patatas, maiz, vino, legumbres, cría ganado vacuno, mular, lanar, de cerda y algún camello, caza de perdices, codornices, palomas y conejos, y pesca de meras, chemas, cabrillas, abadejos, pulpos, caballas, bogas, chopas, brecas, y agujas. INDUSTRIA: un molino harinero y cria del gusano de seda. POBLACIÓN: 275 vecinos, 4083 almas...
Pascual Madoz, 1849.

El 28 de julio de 1921, el rey Alfonso XIII le concede el título de Villa por Real Decreto del Ministerio de la Gobernación, como premio a su «laboriosidad y pulcritud».
El 31 de agosto de 1954, el pleno del Ilustre Ayuntamiento de la Villa de Los Silos acordó en sesión extraordinaria nombrar a la patrona del municipio, Nuestra Señora de la Luz, alcaldesa honoraria perpetua, «como prueba de filial devoción de la corporación municipal e interpretando con dicho acuerdo la voluntad unánime de su vecindario». El título de alcaldesa honoraria y perpetua fue concedido al año siguiente, en 1955.[cita requerida]

## Demografía
Los Silos cuenta con una población de 4705 habitantes (INE 2024).
| Gráfica de evolución demográfica de Los Silos entre 1842 y 2021                                                     |
| |
| Población de derecho según los censos de población del INE Población de hecho según los censos de población del INE |

A 1 de enero de 2022 Los Silos tiene un total de 4692 habitantes, y la población relativa es de 193,64 hab./km².
| Entidad singular    | Habitantes |
| ------------------- | ---------- |
| La Caleta           | 670        |
| El Casco            | 1390       |
| Erjos               | 123        |
| San Bernardo        | 1002       |
| San José            | 1560       |
| La Tierra del Trigo | 337        |
| Total               | 5082       |

## Economía
Los dos principales motores de la economía son la agricultura y el turismo.
El principal producto se corresponde al cultivo de las plataneras, seguido del cultivo de la vid para la elaboración de vinos locales y de la patata.

## Administración y política

### Gobierno municipal
Los Silos está regido por su Ayuntamiento, formado hasta 2015 por 13 concejales y pasando desde ese año a contar con 11 al haber bajado de los 5.000 habitantes, como establece la Ley Orgánica del Régimen Electoral General.
| Periodo   | Nombre                          | Partido | Partido                                          |
| --------- | ------------------------------- | ------- | ------------------------------------------------ |
| 1979-1991 | Gaspar Sierra Fernández         |         | Partido Socialista Obrero Español (PSOE)         |
| 1991-1995 | Valentín Enrique Melo Hernández |         | Partido Socialista Obrero Español (PSOE)         |
| 1995-1996 | Valentín Enrique Melo Hernández |         | Plataforma de los Independientes de España (PIE) |
| 1996-2003 | José Luis Méndez Hernández      |         | Coalición Canaria (CC)                           |
| 2003-2019 | Santiago Martín Pérez           |         | Partido Socialista Obrero Español (PSOE)         |
| 2019-2023 | María Macarena Fuentes Socas    |         | Coalición Canaria (CC)                           |
| 2023-act. | Carmen Luz Baso Lorenzo         |         | Partido Socialista Obrero Español (PSOE)         |

| Partido político | Partido político                                         | 1979   | 1983   | 1987   | 1991   | 1995   | 1999   | 2003   | 2007   | 2011   | 2015   | 2019   | 2023   |
| Partido político | Partido político                                         | Ediles | Ediles | Ediles | Ediles | Ediles | Ediles | Ediles | Ediles | Ediles | Ediles | Ediles | Ediles |
|                  | Agrupación Tinerfeña de Independientes (ATI)             |        | 3      | 4      | 6      |        |        |        |        |        |        |        |        |
|                  | Asamblea Canaria-Izquierda Nacionalista Canaria (AC-INC) |        |        | 1      |        |        |        |        |        |        |        |        |        |
|                  | Coalición Canaria (CC)                                   |        |        |        |        | 5      | 8      | 5      | 3      | 6      | 4      | 4      | 3      |
|                  | Partido Comunista de España (PCE)                        | 1      | 0      |        |        |        |        |        |        |        |        |        |        |
|                  | Partido Nacionalista Canario (PNC)                       |        |        |        |        |        | 0      | 1      |        | CC     | CC     | CC     |        |
|                  | Partido Popular (PP)                                     |        |        |        |        | 0      | 0      | 0      | 0      | 0      | 1      | 2      | 2      |
|                  | Partido Socialista Obrero Español (PSOE)                 | 8      | 10     | 8      | 7      | 5      | 5      | 7      | 10     | 7      | 6      | 5      | 4      |
|                  | Plataforma de los Independientes de España (PIE)         |        |        |        |        | 3      |        |        |        |        |        |        |        |
|                  | Unión de Centro Democrático (UCD)                        | 4      |        |        |        |        |        |        |        |        |        |        |        |
|                  | Podemos                                                  |        |        |        |        |        |        |        |        |        |        |        | 2      |

### Organización territorial
La superficie de Los Silos se encuentra incluida en la Comarca de Daute-Isla Baja, aunque su área inmersa en el parque rural pertenece a la Comarca de Teno.
Asimismo, forma parte de la Mancomunidad del Norte de Tenerife.
Los Silos se encuentra dividido en ocho entidades singulares de población o barrios: El Casco, San Bernardo de Las Canteras, Aregume, Fátima, Erjos, La Tierra del Trigo, La Caleta de Interián y San José.

## Cultura

### Patrimonio

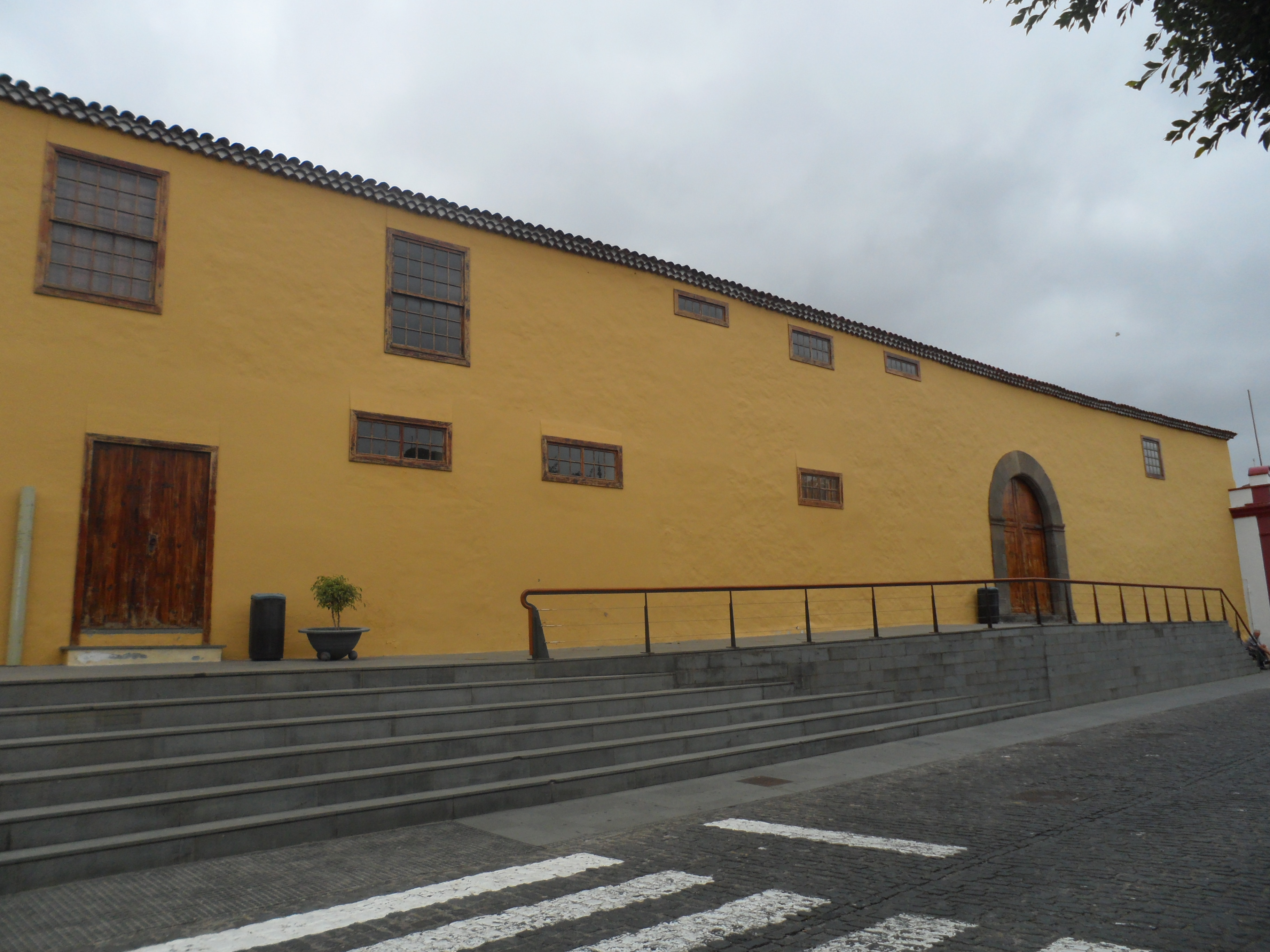
Exconvento de San Sebastián

Esta villa está formada por algunas casas señoriales que han perdurado en torno a la plaza de la Luz, en la que se encuentra también el reformado ex-convento de San Sebastián, la Casona de los Trujillos, sede del ayuntamiento, y la iglesia de Nuestra Señora de La Luz.
La iglesia fue reformada en la década de 1920 por el arquitecto vallisoletano Mariano Estanga, principalmente su exterior, adquiriendo esta un marcado estilo neogótico, y llamando mucho la atención sus torres. El 8 de septiembre de 1927, día grande las fiestas de la Virgen de la Luz, fue bendecida la nueva fachada. En la pasada década se volvió a reformar, pero esta vez el interior de la iglesia, siendo reabierta al culto el 6 de septiembre de 2001 tras casi tres años cerrada.
El ex-convento de San Sebastián se rehabilita por una escuela taller municipal a finales de la década de 1990, acogiendo posteriormente varias dependencias del Ayuntamiento, la biblioteca municipal y la sala de arte Pérez Enríquez, en honor al fundador del convento.
En la costa se encuentran tres enclaves patrimoniales de relevante importancia. En la zona de Sibora, el ingenio azucarero construido a finales del siglo xix y que paró su producción a principios del siglo xx. También esta misma zona y coronando la conocida playa de Agua Dulce la caseta de telecomunicaciones que sirvió en el siglo xx como enganche del cable submarino telefónico que unía la isla de La Palma con Tenerife. Y en la zona conocida como El Puertito, dos hornos de cal construidos a finales del siglo xix y que pararon su producción a mitad del siglo xx.
En la zona de Palma de Daute se encuentra la finca El Lomo (conocida como La Mariana), residencia de estilo ecléctico del arquitecto Mariano Estanga nombrado hijo predilecto de la Villa.

### Instalaciones culturales
- Auditorio Municipal "Alfonso García-Ramos": construido en la década de los 80, el auditorio es un espacio destinado a todo tipo de presentaciones en época de verano y tiene una capacidad para 800 personas. En él se han realizado conciertos, ciclos de cine, teatro, además de actividades al aire libre. Se encuentra ubicado en la calle de El Calvario en el casco del pueblo.[30]
- Sala de Arte Sebastián Pérez Enríquez: forma parte del edificio denominado Exconvento de San Sebastián. Este espacio artístico se ha consolidado con un programa de exposiciones anual que abarca la pintura, la escultura y la fotografía.[31]

### Deporte
En el municipio se encuentran dos clubes de fútbol federados: el Club Deportivo Juventud Silense, y el Juventud Deportiva Interián del barrio de La Caleta de Interián. Hay también varios equipos de fútbol aficionado que disputan la liga comarcal de fútbol aficionado organizada entre los ayuntamientos de los municipios de la Isla Baja y compuesta en la temporada 2010-11 por once equipos.
Además, también se encuentra el Club Baloncesto Aregume y el Club de Buceo Isla Baja.
Existe un equipo de fútbol sala en el barrio de San Bernardo de Las Canteras denominado Canteras F.S. que ha participado en la liga comarcal del fútbol sala de Icod de los Vinos denominada Norticod y obteniendo varios trofeos, desde dos campeonatos de liga hasta 7 trofeos de la deportividad, esponsorizados a lo largo de su disputa por el B.B.V.A. y dirigidos por Andrés Méndez y Rubén Díaz.
También hay varios equipos de dominó que disputan los campeonatos de dominó de Tenerife.
El municipio dispone de dos campos de fútbol de hierba artificial, varias canchas polideportivas y un pequeño pabellón en el casco; no dispone de pista de atletismo ni de un pabellón en condiciones óptimas para el desarrollo de otras actividades deportivas.

### Música

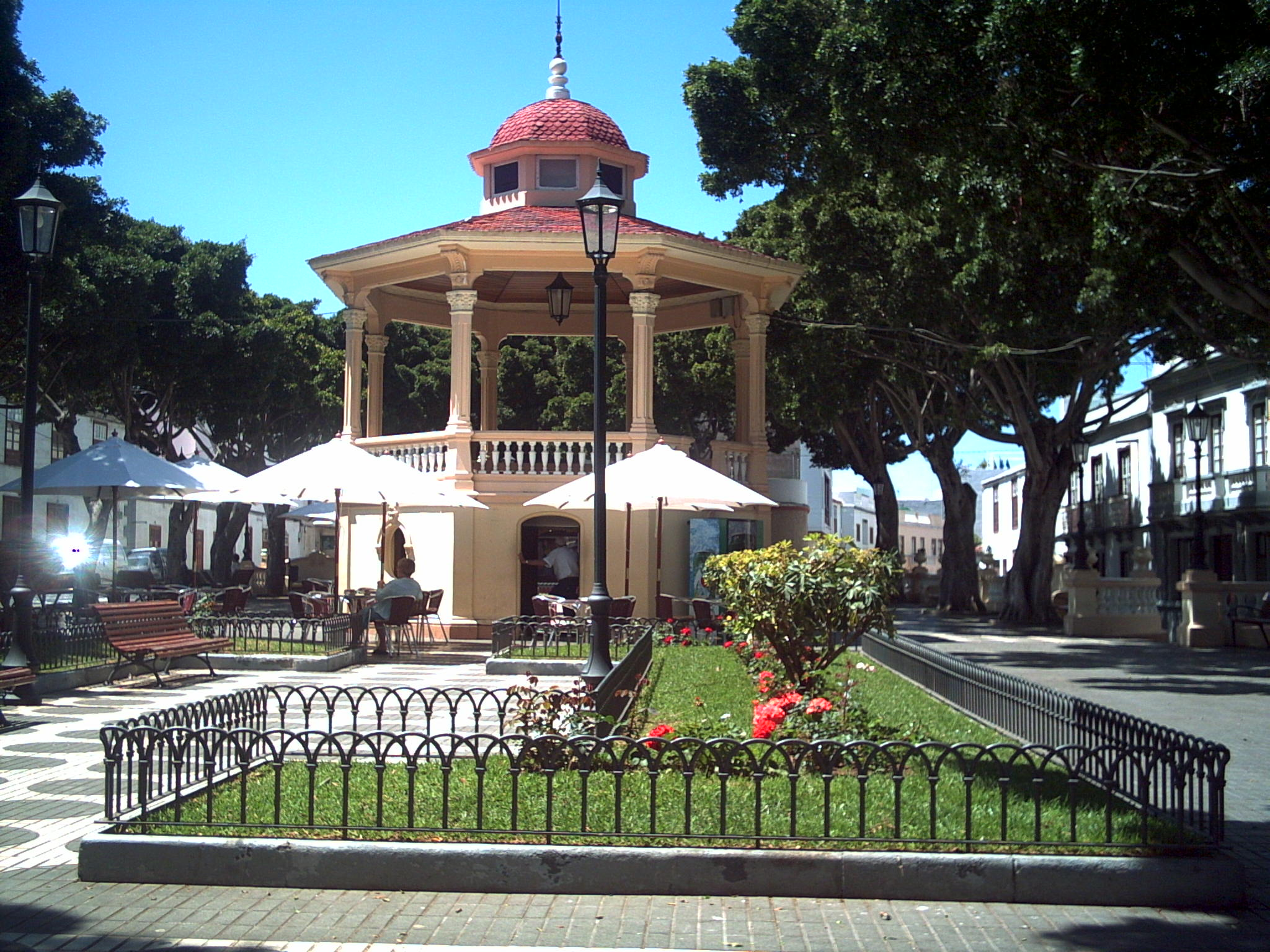
Quiosco de la plaza de La Luz

Los Silos cuenta con diversas agrupaciones musicales, entre las que destacan las siguientes:
- Agrupación Musical Nueva Unión
- Banda de Cornetas y Tambores Nuestra Señora de Lourdes (Tierra del Trigo)
- Fanfarria Juvenil de Los Silos
- Agrupación Folclórica Menceyes de Daute (La Caleta de Interián)
- Agrupación Folclórica Cumbres de Erjos (Erjos)
- Agrupación Folclórica Los Trigueños (Tierra del Trigo)
- Agrupación Folclórica de la 3.ª Edad Mayores de Ingenio
- Agrupación Folclórica de la 3.ª Edad San Andrés Apóstol (La Caleta de Interián)
- Escuela Municipal de Folclore
- Comparsa Lusileiros (San José)

### Fiestas
- Festividad de San Antonio Abad.

Lugar: Los Silos casco histórico.
Fecha: 3.er fin de semana de enero siendo el domingo la Feria de Artesanía y de Ganado, Procesión y Bendición de los animales.
- Festividad en honor a la Sagrada Familia.

Lugar: barrio de San José, Los Silos.
Fecha: 1 de mayo día de San José obrero.
- Fiestas en honor a La Begoña.

Lugar: Erjos.
Fecha: 1.ª semana de mayo.
- Fiestas de Fátima.

Lugar: Fátima.
Fecha: 12 y 13 de mayo.
- Festividad del Día de Canarias.

Lugar: Los Silos Trasera del Antiguo Convento de San Sebastián en el casco histórico.
Fecha: Tradicional Baile de Magos a finales de mayo.
- Fiestas de San Juan.

Lugar: La Caleta de Interián y El Puertito San José, Los Silos.
Fecha: del 23 al 25 de junio.
- Fiestas de San Bernardo.

Lugar: barrio de San Bernardo, Los Silos.
Fecha: 20, 21 y 22 de julio.
- Fiestas Nuestra Sra. de Lourdes.

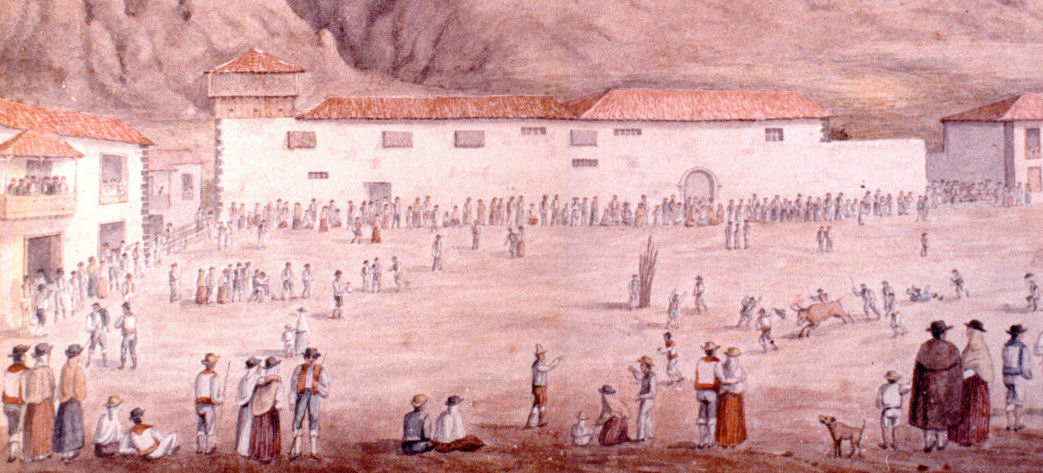
Dibujo de 1819 del pintor Alfred Diston. (considerada la primera imagen del pueblo)

Lugar: barrio de La Tierra del Trigo, Los Silos.
Fecha: 1.ª semana agosto.
- Fiestas patronales en honor a Nuestra Sra. de la Luz.

Lugar: casco histórico de Los Silos.
Fecha: septiembre 7 víspera y 8 día principal de la fiesta.
- Festival Internacional Boreal.

Lugar: casco histórico de Los Silos.
Fecha: mediados de septiembre.
- Fiestas La Milagrosa.

Lugar: Erjos, Los Silos – El Tanque.
Fecha: 12, 13, 14 y 15 de octubre.
- Festividad de Santa Cecilia.

Lugar: casco histórico de Los Silos.
Fecha: 3.ª o 4.ª semana de noviembre.
- Fiestas en honor a San Andrés Apóstol.

Lugar: La Caleta de Interián, Los Silos – Garachico.
Fecha: del 29 de noviembre al 6 de diciembre.
- Festival Internacional del Cuento Los Silos.

Lugar: casco histórico de Los Silos.
Fecha: Puente de la Constitución en diciembre.
- Festividad de Navidad y Cabalgatas de Reyes.

Lugar: casco histórico de Los Silos, La Caleta de Interián.
Fecha: del 22 de diciembre al 5 de enero con las Cabalgatas de Reyes.

### Religión

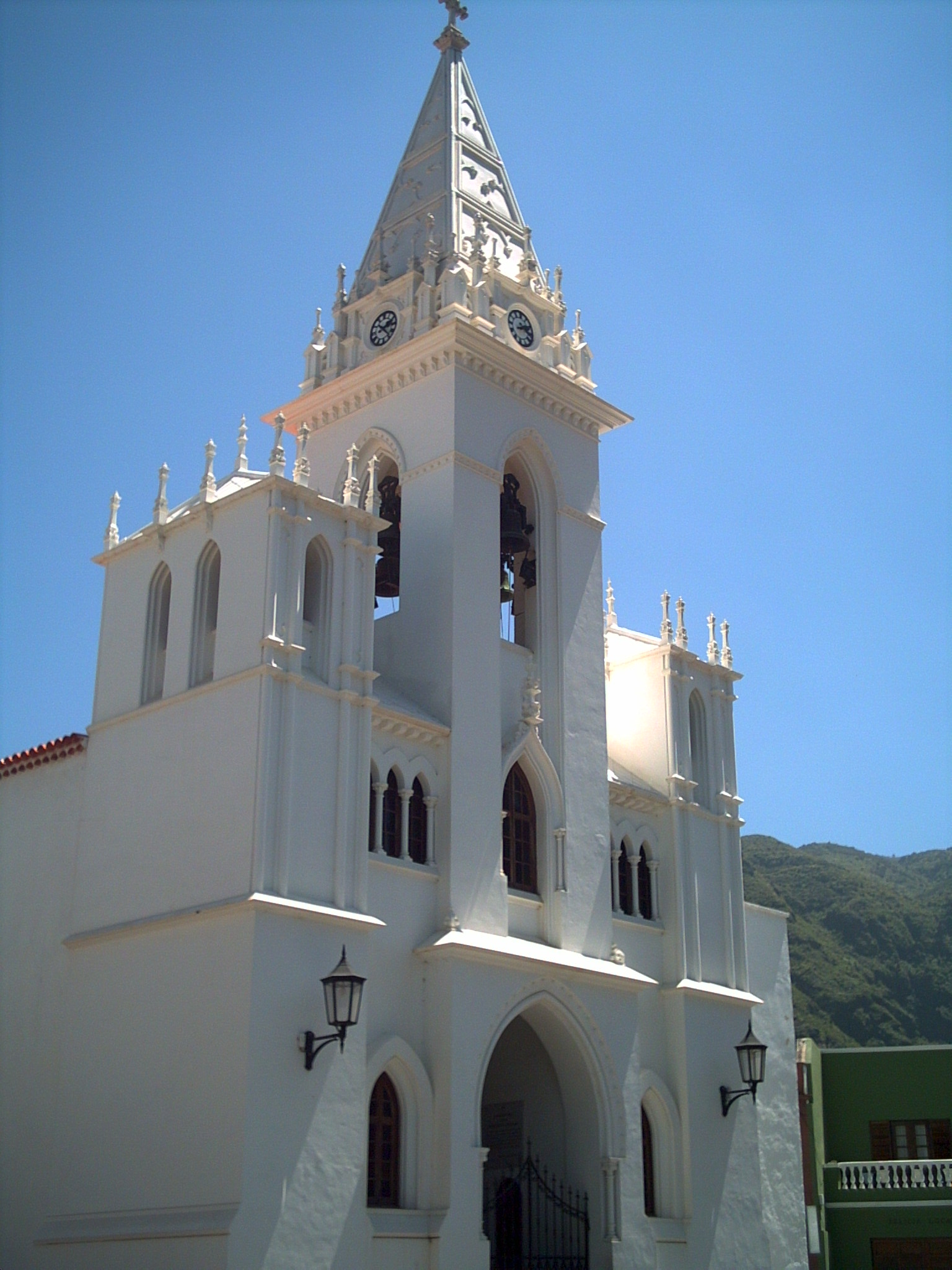
Parroquia de Nuestra Señora de La Luz, principal templo religioso del municipio

La Villa cuenta con dos parroquias, Ntra. Sra. de La Luz en Los Silos y Ntra. Sra. de Lourdes en Tierra del Trigo.
La parroquia de Nuestra Señora de La Luz ocupa la iglesia de Nuestra Señora de La Luz (Los Silos), donde se encuentra la sede de la parroquia, las ermitas de San Bernardo (San Bernardo de Las Canteras) -único templo en la diócesis Nivariense que está advocado a San Bernardo-, Nuestra Señora de Fátima (Fátima), y las capillas de El Calvario (Los Silos) y la del cementerio municipal (zona de El Polvillo). La parroquia cuenta con un grupo de Adoración Nocturna, un colectivo de Cáritas, la Hermandad del Santísimo Sacramento (Los Silos) y la Hermandad - Cofradía de Amigos del Señor de la Sentencia (San Bernardo de Las Canteras), entre otros grupos. Cabe destacar que en el año 2005 la ermita de San Bernardo celebró su 50 aniversario (1955-2005).
La parroquia de Nuestra Señora de Lourdes solamente comprende la ermita de Nuestra Señora de Lourdes (Tierra del Trigo), donde obviamente tiene su sede. La parroquia cuenta con la Hermandad de la Virgen de Los Dolores y de Nuestra Señora de Lourdes. En el año 2007 la ermita cumplió su primer centenario (1907-2007).